# Allgemeine Unfallversicherungsanstalt

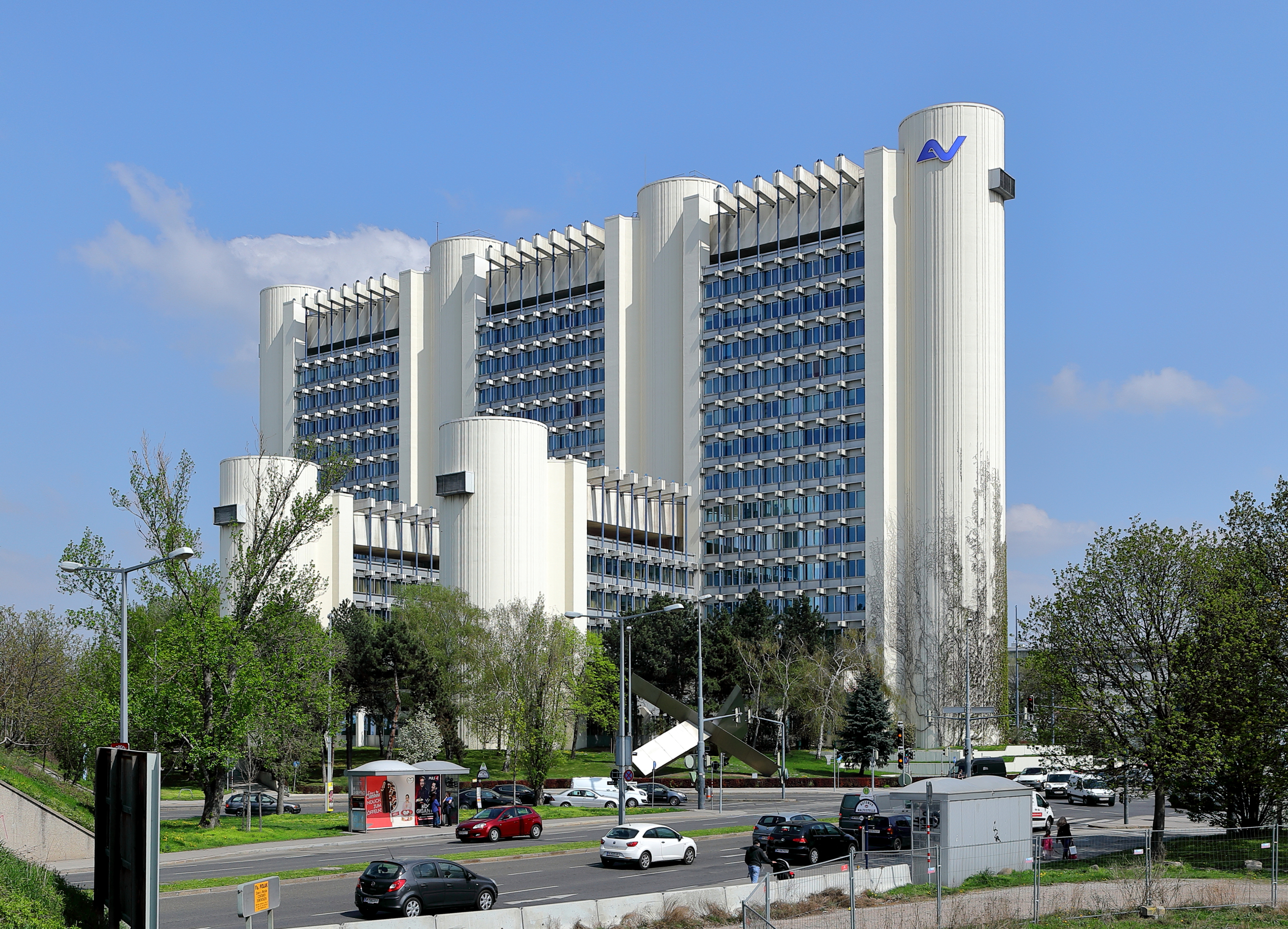
Die ehemalige Hauptstelle der AUVA im 20. Wiener Gemeindebezirk (bis Juni 2021); 1977 eröffnet

Die Allgemeine Unfallversicherungsanstalt (AUVA) ist eine Einrichtung der österreichischen Sozialversicherung. Sie ist Teil der gesetzlichen Unfallversicherung.
Die AUVA ist die soziale Unfallversicherung für rund 4,5 Millionen Personen. Davon sind 3,1 Millionen unselbständig Erwerbstätige sowie 1,4 Millionen in Ausbildung Stehende vom verpflichtenden Kindergartenjahr bis zum Studienabschluss. Außerdem sind zahlreiche freiwillige Hilfsorganisationen sowie Lebensretter in die Versicherung miteinbezogen.
Diese Versicherung wird ausschließlich von den Arbeitgebern finanziert und beträgt 1,2 Prozent der Lohnsummen.
Die AUVA ist einer von drei sozialen Unfallversicherungsträgern in Österreich. Die anderen beiden sind die Sozialversicherungsanstalt der Selbständigen und die Versicherungsanstalt öffentlich Bediensteter, Eisenbahnen und Bergbau.

## Finanzierung
Die AUVA finanziert sich primär durch Beiträge der Arbeitgeber, die 1,2 % der Lohnsumme betragen. Daher tragen die Arbeitnehmer keine direkten Kosten für die AUVA. Im Jahr 2016 erzielte die AUVA Einnahmen von etwa 1,4 Milliarden Euro. Die Verwaltungskosten der AUVA lagen bei knapp 7,1 % der Gesamtausgaben, was im Vergleich zu anderen Sozialversicherungsträgern hoch ist.

## Ausgaben
Die AUVA engagiert sich im Bereich der Prävention: durch Unfallverhütung und Berufskrankheitenbekämpfung, Arbeitsmedizin und Vorsorge für erste Hilfe, Unfallheilbehandlung mit allen geeigneten Mitteln, ganzheitliche Rehabilitation und Entschädigungen (z. B. Unfallrenten).

### AUVAsicher
Am 1. Jänner 1995 trat das ArbeitnehmerInnenschutzgesetz (ASchG) in Kraft. Es sah die sicherheitstechnische und arbeitsmedizinische Betreuung für fast alle unselbständig Beschäftigten vor. Ab 1. Jänner 1999 wurde diese präventivdienstliche Betreuung für Unternehmen mit 1–50 Arbeitnehmer verpflichtend. Durch diese gesetzliche Vorgabe erhielt die AUVA gem. Artikel VI des ASchG den gesetzlichen Auftrag, Klein- und Mittelbetrieben mit max. 50 Arbeitnehmern eine kostenlose sicherheitstechnische und arbeitsmedizinische Beratung zur Verfügung zu stellen. Diese Vorschrift ist heute in § 78a ASchG nachzulesen. Präventivfachkräfte (Arbeitsmediziner und Sicherheitsfachkräfte) sind in Österreich unterwegs, um gemeinsam mit den Betrieben Maßnahmen zur Steigerung von Sicherheit und Gesundheit zu entwickeln. Die Koordination dieser Betreuungen findet durch die Präventionszentren statt, die in jedem der neun Bundesländer angesiedelt sind. Wie oft der Betrieb von den Präventivfachkräften besucht wird, hängt von der Größe des Betriebes ab: Betriebe mit bis zu zehn Beschäftigten werden alle zwei oder drei Jahre betreut, Betriebe mit 11 bis 50 Beschäftigten werden jährlich betreut (Regelfallbetreuung). AUVAsicher betreut alle Branchen in Österreich. Die Betriebe werden je nach vorherrschender Unfall- und Gesundheitsgefährdung in Betreuungskategorien eingeteilt. Je gefährlicher die Branche, umso mehr Zeit steht für Fragen der Betriebe/der Arbeitsstätten zur Verfügung. AUVAsicher ist ein Präventionsmodell, das den einzelnen Betrieb und dessen Leistungen im Arbeitnehmerschutz in den Mittelpunkt stellt. Die beratenden Präventivfachkräfte zeigen verschiedene Möglichkeiten, wie sie die Arbeitssicherheit verbessern können auf und unterstützen bei der Erfüllung von gesetzlichen Pflichten, die von Untersuchungen nach der VGÜ (Verordnung über die Gesundheitsüberwachung am Arbeitsplatz) bis zu wiederkehrenden Prüfungen gemäß AM-VO (Arbeitsmittelverordnung) reichen.

## Organisation

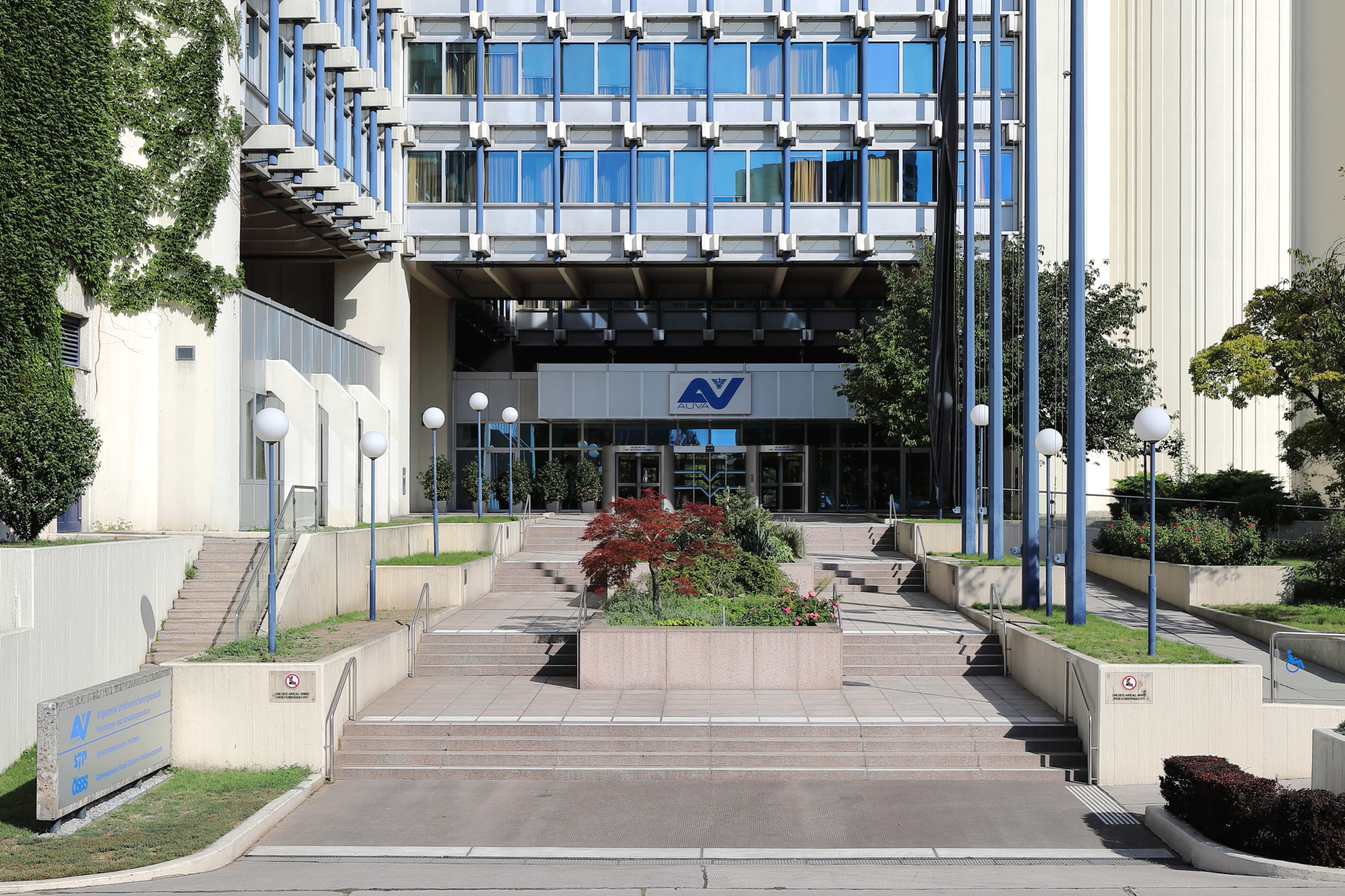
Eingangsbereich der ehemaligen Hauptstelle in Wien

Die AUVA-Hauptstelle befindet sich seit 1. Juni 2021 in den Vienna Twin Towers (Wienerbergstraße 11, 1100 Wien). Dort ist seither auch die Wiener Landesstelle angesiedelt. Da die AUVA dezentral organisiert ist, werden die regionalen Aufgaben in den Landesstellen erledigt. Die AUVA besitzt Landesstellen (teilweise zuständig für mehrere Bundesländer) in Wien (für Wien, Niederösterreich und Burgenland), Linz (für Oberösterreich), Salzburg (für Salzburg, Tirol und Vorarlberg) und Graz (für die Steiermark und Kärnten). Kundendienststellen sind aber in allen Bundesländern eingerichtet. In den Bundesländern ohne eigene Landesstelle gibt es deshalb Außenstellen (in St. Pölten, Oberwart, Innsbruck, Dornbirn und Klagenfurt).
Die AUVA betreibt selbst sieben Unfallkrankenhäuser und vier Rehabilitationszentren, die auch private Unfälle behandeln:
- Traumazentrum Wien, Standort Meidling Unfallkrankenhaus Meidling
- Traumazentrum Wien, Standort Lorenz Böhler Unfallkrankenhaus Wien Lorenz Böhler
- Unfallkrankenhaus Steiermark, Standort Graz Unfallkrankenhaus Graz
- Unfallkrankenhaus Linz Unfallkrankenhaus Linz
- Unfallkrankenhaus Steiermark, Standort Kalwang Unfallkrankenhaus Kalwang
- Unfallkrankenhaus Klagenfurt am Wörthersee Unfallkrankenhaus Klagenfurt
- Unfallkrankenhaus Salzburg Unfallkrankenhaus Salzburg

Rehabilitationszentren
- Rehabilitationszentrum Häring in Bad Häring, Tirol
- Rehabilitationszentrum Meidling in Wien
- Rehabilitationsklinik Tobelbad in Tobelbad, Steiermark
- Rehabilitationszentrum Weißer Hof in Klosterneuburg, Niederösterreich

## Publikationen
Der Ärzteverlag verlegt für die AUVA das Zeitschrift „Alle!Achtung“.